# Aeroporto Internacional de Xangai Pudong
O Aeroporto Internacional de Pudong - Xangai Códigos: (IATA PVG), (ICAO ZSPD), é um aeroporto localizado no lado oriental de Pudong distrito de Xangai, China. É o maior aeroporto da China com um fluxo de 17.15 milhões de passageiros em voos internacionais em 2006, dos quais 9 milhões são estrangeiros, suplantando o Aeroporto Internacional de Pequim, com 12.6 milhões de passageiros. 
O aeroporto é o principal hub das companhias aéreas China Eastern Airlines e Shanghai Airlines. United Parcel Service abrirá um hub no aeroporto em 2008. O Aeroporto Internacional de Pudong opera 24 horas por dia dependendo das condições meteorológicas.

## História
Antes da abertura do Aeroporto Internacional de Pudong, o Shanghai Hongqiao International Airport era o principal aeroporto de Xangai. Durante os anos 90 a expansão do Hongqiao foi impossibilitada pelo crescimento urbano ao redor do aeroporto. Então o governo decidiu que uma alternativa viável era a construção de um novo aeroporto em Xangai, para o qual seriam direcionados todos os voos internacionais. O lugar óbvio para a construção do novo aeroporto era o distrito de Pudong, a zona de desenvolvimento de Xangai.
O aeroporto foi inaugurado em 1º de outubro de 1999, substituindo o  Aeroporto Internacional de Hongqiao como principal aeroporto internacional de Xangai e operando todos os voos internacionais, incluindo voos internacionais para Hong Kong e Macau.). Uma segunda pista foi aberta em  17 de março de 2005, uma terceira pista será aberta no final de 2007 e a quarta ainda está em fase de planejamento. A construção do segundo terminal foi concluída e tem abertura também prevista para o final de 2007. São planejados um total de três terminais, duas torres de comando e cinco pistas paralelas, o objetivo é que o aeroporto atinja capacidade para 80 milhões de passageiros por ano.

## Tráfego e expansão
O aeroporto teve um custo de 40 bilhões de yen (400 milhões de dólares) financiados em grande parte pelo Japão. Em 2004, o aeroporto operou aproximadamente 500 voos por dia, transportando mais de 21 milhões de pessoas dentro e fora da China. Para resolver este problema, o aeroporto abrirá um Segundo terminal, que estará localizado atrás do Terminal 1, o único terminal em funcionamento atualmente possui capacidade para 40 milhões de passageiros por ano. O meio do terminal 2 será totalmente dedicado às companhias da Star Alliance.
O Aeroporto Internacional de Pudong é o sexto maior do mundo em volume de carga transportada, e o 28°que mais recebe passageiros. É também o 40° mais movimentado em termos de total de passageiros, transportando 26.790.826 de passageiros, sejam embarques ou desembarques. O aeroporto é o 8° mais movimentado da Ásia.
O Aeroporto Internacional de Pudong recentemente passou por grande aumento no fluxo de passageiros e de carga, nunca crescendo abaixo de 10%. De 2002 a 2003, o transporte de cargas praticamente dobrou; apresentando crescimento de 87.3%nesse período. De 2002 a 2006, o aeroporto passou de 26° a 6° colocado em volume de carga transportada, triplicando desde 2002. Em 2006, o crescimento foi de 16.8% enquanto Narita (Tóquio) teve queda de -0.5% e Incheon aumentou 8.7%. Este aeroporto deve ultrapassar o Aeroporto Internacional de Narita em poucos anos e o Aeroporto Internacional de Incheon se tornando o 4° maior do mundo e mais tarde o Aeroporto Internacional de Hong Kong, se tornando o hub mais movimentado da Ásia e 2° do mundo em transporte de cargas. 
Recentemente, a China Southern Airlines declarou que o Aeroporto Internacional de Pudong será lar do Airbus A380s, no entanto não declarou se a China Southern Airlines terá um hub no Aeroporto internacional de Pudong.

## Linhas aéreas e destinos

### Voos internacionais
- Aeroflot (Moscow-Sheremetyevo)
- Aerosvit Airlines (Kiev-Boryspil)

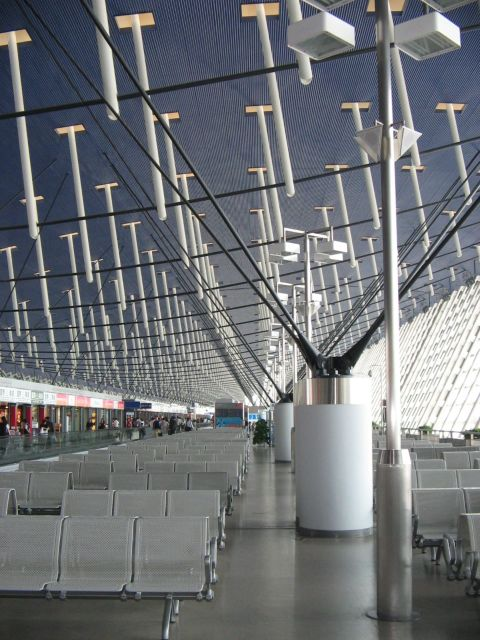
Interior do Aeroporto Internacional de Pudong Xangai em setembro de 2004

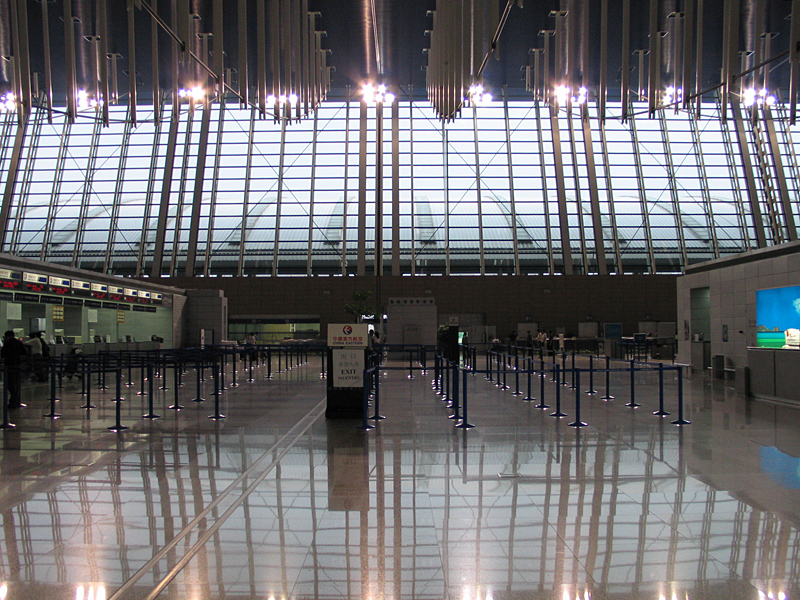
Interior do Aeroporto Internacional de Pudong Xangai

- Aeroméxico (Tijuana, Cidade do México)
- Air Canada (Toronto-Pearson, Vancouver)
- Air China (Frankfurt, Fukuoka, London-Heathrow, Melbourne, Milan-Malpensa, Nagoya-Centrair, Osaka-Kansai, Paris-Charles de Gaulle, Rome-Fiumicino, San Francisco [begins March 2009] , Sendai, Sydney, Tokyo-Narita)
- Air France (Paris-Charles de Gaulle)
- Air India (Bangkok-Suvarnabhumi, Mumbai, New Delhi)
- Air Macau (Macau)
- Air New Zealand (Auckland)
- Alitalia (Milan-Malpensa)
- All Nippon Airways (Nagoya-Centrair, Osaka-Kansai, Tokyo-Narita)
- American Airlines (Chicago-O'Hare)
- Asiana Airlines (Daegu, Jeju, Seoul-Incheon)
- British Airways (London-Heathrow)
- Cathay Pacific (Hong Kong) 
  - Dragonair (Hong Kong)
- Cebu Pacific (Manila)
- China Eastern Airlines (Bangkok-Suvarnabhumi, Brisbane [Starts November 2007][4], Busan, Cheongju, Daegu, Delhi, Frankfurt, Fukuoka, Gwangju, Hiroshima, Hong Kong, Jeju, Johannesburg, Kagoshima, Komatsu, Kuala Lumpur, London-Heathrow, Los Angeles, Male, Mandalay, Matsuyama, Melbourne, Moscow-Domodedovo,[5] Nagasaki, Nagoya-Centrair, New York-JFK, Niigata, Okayama, Okinawa, Osaka-Kansai, Paris-Charles de Gaulle, Phuket, Saipan, Sapporo-Chitose, Seoul-Incheon, Siem Reap, Singapore, Sydney, Tokyo-Narita, Vancouver, Vientiane)
- China Southern Airlines (Cebu, Kitakyushu, Kuala Lumpur, Seoul-Incheon)
- Continental Airlines (Newark) [begins March 2009]
- Delta Air Lines (Atlanta) [begins March 30]
- Emirates (Dubai)
- Finnair (Helsinki)
- Garuda Indonesia (Jakarta, Singapore)
- Japan Airlines (Fukuoka, Osaka-Kansai, Nagoya-Centrair, Tokyo-Narita)
- Jet Airways (Mumbai, San Francisco) [begins February 2008]
- KLM Royal Dutch Airlines (Amsterdam)
- Korean Air (Busan, Cheongju, Gwangju, Seoul-Incheon)
- Lufthansa (Frankfurt, Munich)
- Malaysia Airlines (Kuala Lumpur)
- Nepal Airlines (Kathmandu)
- Northwest Airlines (Detroit, Tokyo-Narita)
- Philippine Airlines (Manila)
- Qantas (Melbourne [Starts March 2008][6], Sydney)
- Qatar Airways (Doha, Seoul-Incheon)
- Royal Brunei Airlines (Bandar Seri Begawan)
- Royal Jordanian (Amman)
- Shanghai Airlines (Bangkok-Suvarnabhumi, Hamburg [begins 2008], Ho Chi Minh City, Hong Kong, Los Angeles [begins 2009], Macau [ends October 27], Male, Osaka-Kansai, Phnom Penh, Phuket, Seattle/Tacoma [begins 2009] , Seoul-Incheon, Toyama, Vienna [begins 2008], Zurich [begins 2008])
- Singapore Airlines (Singapore)
- Swiss International Air Lines (Zurich) [begins March 30]
- Thai Airways International (Bangkok-Suvarnabhumi)
- Transaero Airlines (St. Petersburg)[5]
- Turkish Airlines (Istanbul-Atatürk)
- United Airlines (Chicago-O'Hare, San Francisco)
- Virgin Atlantic Airways (London-Heathrow)

### Voos domésticos
- Air China (Beihai, Beijing, Chengdu, Chongqing, Ningbo, Shenzhen, Wenzhou, Yantai)
- China Eastern Airlines (Baoshan, Beihei, Beijing, Changsha, Chongqing, Dalian, Dayong, Diqing, Fuzhou, Guangzhou, Guilin, Guiyang, Haikou, Hangzhou, Harbin, Hefei, Hohhot, Huangshan, Huangyan, Jinan, Jingyong, Kunming, Lanzhou, Lianyungang, Lijiang City, Lincang, Longyan, Luxi, Luzhou, Mian Yang, Nanchang, Nanjing, Nanning, Ningbo, Qingdao, Sanya, Shantou, Shenyang, Shenzhen, Shijiazhuang, Simao, Taiyuan, Tianjin, Urumqi, Wenzhou, Wuhan, Wuyishan, Xi'an, Xiamen, Xining, Xuzhou, Yantai, Yibin, Yinchuan, Zhangjiajie, Zhaotong, Zhengzhou, Zhoushan, Zhuhai)
- China Southern Airlines (Changchun, Dalian, Guangzhou, Haikou, Harbin, Qiqihar, Sanya, Shenyang, Shenzhen, Xi'an, Zhangjiajie, Zhuhai)
- Chongqing Airlines (Chongqing)
- Hainan Airlines (Haikou)
- Shanghai Airlines (Beijing, Changchun, Chengdu, Chongqing, Dalian, Guangzhou, Haikou, Harbin, Jinzhou, Qingdao, Sanya, Shenyang, Shenzhen, Weihai, Yantai)
- Shenzhen Airlines (Shenzhen)
- Sichuan Airlines (Chengdu, Chongqing)

### Transporte de cargas
- Aeroflot-Cargo (Novosibirsk)[5]
- Air China Cargo (Los Angeles, Portland (OR))
- Air France Cargo (Paris-Charles de Gaulle)
- Air Hong Kong
- AirBridgeCargo Airlines (Krasnoyarsk)[5]
- Alitalia Cargo (Milan-Malpensa)
- ANA & JP Express
- Atlas Air
- Cargolux
- Cathay Pacific Cargo (Hong Kong)
  - Dragonair (Hong Kong)
- China Cargo Airlines
- China Southern Airlines
- El Al Cargo (Tel Aviv)
- Emirates SkyCargo (Dubai)
- FedEx Express
- Great Wall Airlines (Manchester) [7]
- JAL Cargo (Tokyo-Narita)
- KLM Cargo (Amsterdam)
- Malaysia Airlines Kargo (Kuala Lumpur)
- Nippon Cargo Airlines (Osaka-Kansai, Tokyo-Narita)
- NWA Cargo
- Polar Air Cargo
- SAS Cargo Group (Beijing, Copenhague)
- Shanghai Airlines Cargo
- Singapore Airlines Cargo (Los Angeles, Singapore)
- TNT Airways
- United Parcel Service
- Volga-Dnepr (Abakan)[5]
- Yangtze River Express

## Incidentes
- Em 30 de janeiro de 2006, a dianteira de um Boeing 747-400F da Cargolux entrou em colapso enquanto aterrissava .[8]
- Em 13 de maio de 2006, Um Airbus Industries A340-600 da China Eastern, voou 5042 km de Seul a Xangai teve um pneu estourado e a engrenagem danificada. Nenhum dos 232 passageiros foi ferido.
- Em 19 de novembro de 2006, o voo 38 do Boeing 767-300 da Air Canada entrou em turbulência na rota de Vancouver para Xangai. Quatro pessoas se feriram. O avião aterrissou noAeroporto Internacional de Narita. Esse incidente ocorreu logo após o voo doméstico 1348 de um Boeing 777 da Japan Airlines experimentar turbulências e aterrissar no Aeroporto de Haneda.
- Em 19 de julho de 2007, o voo 858 da United Airlines uma tempestade no Aeroporto Internacional de San Francisco aterrissando no Aeroporto Internacional de Pudong Xangai.

## Vias de acesso
Um Transrapid realizou o primeiro trajeto comercial do mundo entre o Aeroporto Internacional de Pudong até a estação de metrô  Long Yang Road Metro. A viagem inaugural ocorreu em 2002. O maglev atinge velocidade de até 431 km/h a uma distância de 30 km.

## Galeria

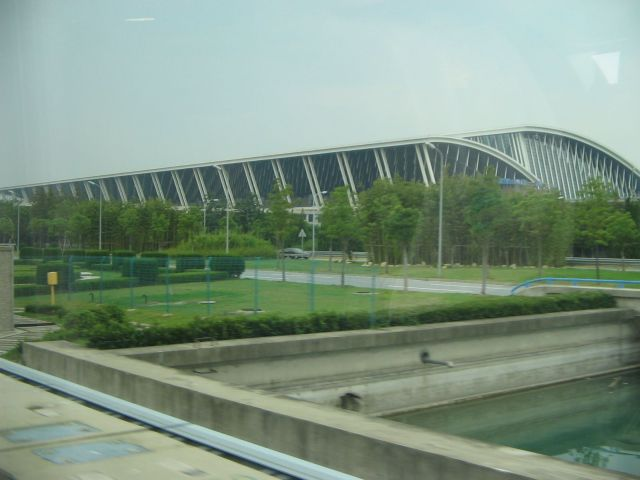
Exterior do aeroporto
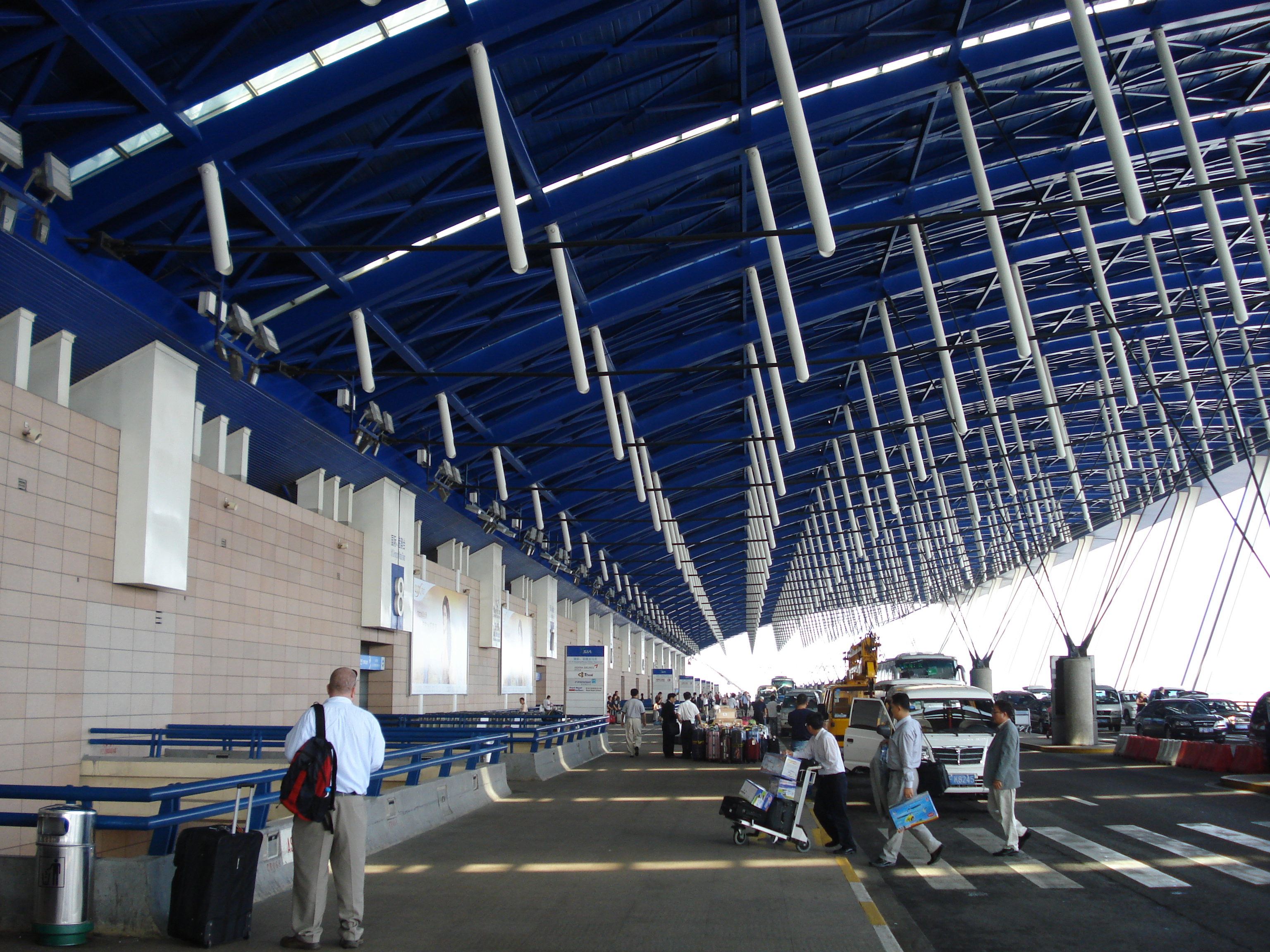
Interior do aeroporto
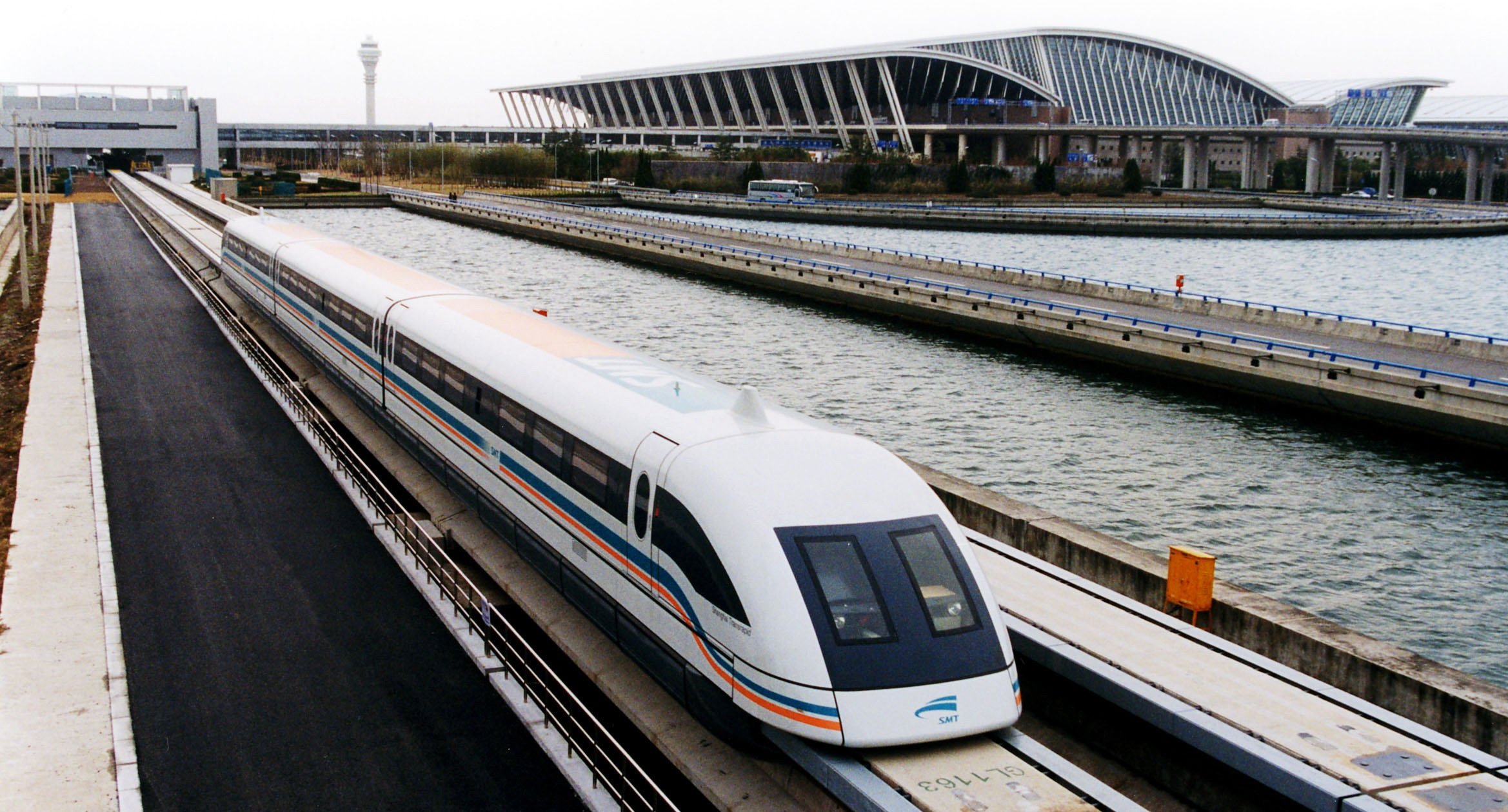
Um maglev que dá acesso ao aeroporto